# Natalja Artamonova-Koerova

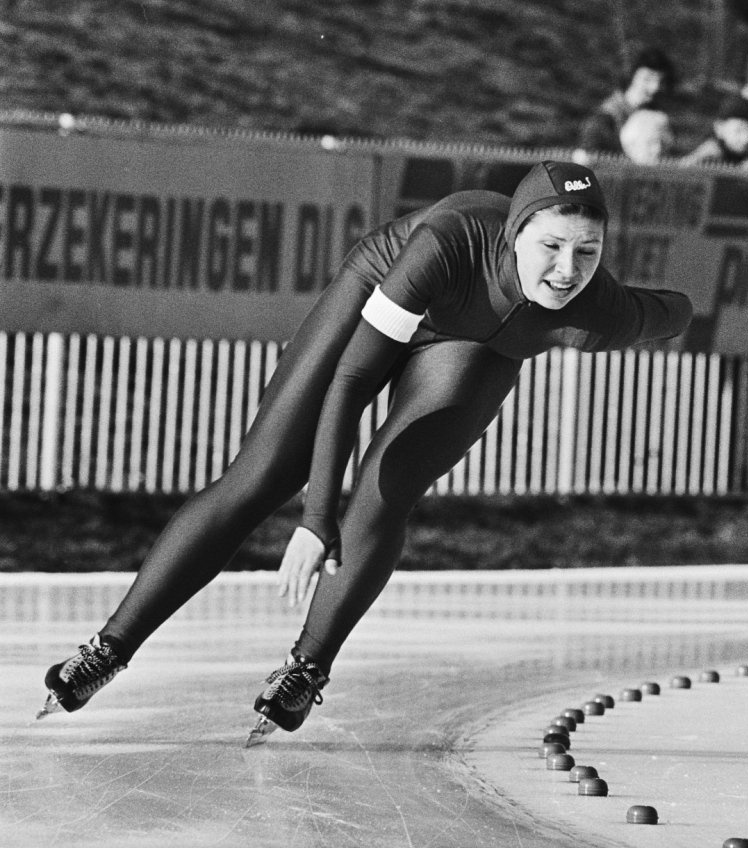
Natalja Artamonova-Koerova op de wereldkampioenschappen voor junioren in 1980.

Natalja Artamonova-Koerova (Russisch: Наталья Артамонова-Курова) (Moskou, 22 april 1962) is een voormalige schaatsster uit de Sovjet-Unie. Ze vertegenwoordigde haar vaderland op de Olympische Winterspelen 1984 in Sarajevo.

## Resultaten

### Olympische Spelen
| Jaar | Plaats   | Resultaten   |
| ---- | -------- | ------------ |
| 1984 | Sarajevo | 7e 500 meter |

### Wereldkampioenschappen
| Jaar          | Plaats     | Resultaten   |
| ------------- | ---------- | ------------ |
| 1980 Allround | Hamar      | 10e Allround |
| 1982 Sprint   | Alkmaar    | 30e Sprint   |
| 1983 Sprint   | Helsinki   | 7e Sprint    |
| 1986 Sprint   | Karuizawa  | 7e Sprint    |
| 1987 Allround | West Allis | 7e Sprint    |

### Wereldkampioenschappen junioren
| Jaar          | Plaats | Resultaten   |
| ------------- | ------ | ------------ |
| 1980 Allround | Assen  | 11e Allround |

### Europese kampioenschappen
| Jaar          | Plaats    | Resultaten  |
| ------------- | --------- | ----------- |
| 1986 Allround | Geithus   | Allround    |
| 1987 Allround | Groningen | 4e Allround |
| 1988 Allround | Kongsberg | 6e Allround |

### USSR kampioenschappen
| Seizoen | Allround | Sprint |
| ------- | -------- | ------ |
| 1981    | 8e       | 8e     |
| 1982    | 4e       | 12e    |
| 1983    | DNF      | Goud   |
| 1984    |          | 6e     |
| 1986    | Goud     | Goud   |
| 1987    | Zilver   | 6e     |

### Wereldbeker

#### Wereldbekerklassement
| Seizoen   | 500 m | 1000 m | 1500 m |
| --------- | ----- | ------ | ------ |
| 1986/1987 | 27e   | 19e    | 29e    |
| 1987/1988 |       | 23e    | 27e    |

#### Wereldbekermedailles
| Seizoen   | Datum            | Afstand    | Medaille | Baan     |
| --------- | ---------------- | ---------- | -------- | -------- |
| 1986/1987 | 28 februari 1987 | 500 meter  | Brons    | Helsinki |
| 1986/1987 | 1 maart 1987     | 1000 meter | Zilver   | Helsinki |

## Persoonlijke records
| Afstand    | Tijd    | Datum            | Baan       |
| ---------- | ------- | ---------------- | ---------- |
| 500 meter  | 41,22   | 22 februari 1986 | Karuizawa  |
| 1000 meter | 1.21,05 | 21 maart 1987    | Medeo      |
| 1500 meter | 2.07,98 | 26 december 1987 | Leningrad  |
| 3000 meter | 4.30,79 | 8 maart 1986     | Divnogorsk |
| 5000 meter | 7.59,11 | 5 december 1986  | Medeo      |